# بيل يونغ (لاعب كرة قدم أمريكية أمريكي)
بيل يونغ (بالإنجليزية: Bill Young)‏ هو لاعب كرة قدم أمريكية أمريكي، ولد في 20 مايو 1914 في نورث ليتل روك في الولايات المتحدة، وتوفي في 21 يناير 1994 في جاكسونفيل في الولايات المتحدة.

## وصلات خارجية
- بيل يونغ على موقع مرجع كرة القدم المحترفة.كوم (الإنجليزية)